# 🔫
手枪表情符号（🔫，U+1F52B）通常显示为绿色或橙色的玩具枪或水枪，但历史上在大多数旧系统中都显示为真正的手枪。2016年，苹果用水枪表情符号取代了其逼真的左轮手枪设计，导致其他公司在随后几年也做出了类似的改变。